# Клопоти-Буйни
Клопоти-Буйни (пол. Kłopoty-Bujny) — село в Польщі, у гміні Сім'ятичі Сім'ятицького повіту Підляського воєводства.
Населення — 115 осіб (2011).
У 1975-1998 роках село належало до Білостоцького воєводства.

## Демографія
Демографічна структура станом на 31 березня 2011 року:
|          | Загалом | Допрацездатний вік | Працездатний вік | Постпрацездатний вік |
| -------- | ------- | ------------------ | ---------------- | -------------------- |
| Чоловіки | 58      | 12                 | 36               | 10                   |
| Жінки    | 57      | 8                  | 29               | 20                   |
| Разом    | 115     | 20                 | 65               | 30                   |